# صموئيل دبليو. سمول
صموئيل دبليو. سمول (بالإنجليزية: Samuel W. Small)‏ هو صحفي أمريكي، ولد في 3 يوليو 1851 في نوكسفيل في الولايات المتحدة، وتوفي في 21 نوفمبر 1931 في أتلانتا في الولايات المتحدة.